# 久野昭
久野 昭（くの あきら、1930年1月8日 - 2018年）は、日本の哲学者。専攻は比較思想論。広島大学名誉教授。国際日本文化研究センター名誉教授。実父は久野朔郎。実弟は小笠原暁、久野暲。

## 来歴・人物
愛知県名古屋市出身。第八高等学校を経て、1952年京都大学文学部哲学科卒業。東洋大学、広島大学、国際日本文化研究センター各教授を歴任した。

## 主な著作

### 単著
- 「反体制の論理－魔女の心情－」（南窓社）
- 「葬送の倫理」（紀伊國屋書店）
- 「火の思想」（理想社）
- 「神秘主義的知の位相」（以文社）
- 「日本人の思惟」（新典社）
- 「死に別れる―日本人のための葬送論」（三省堂）
- 「日本人の他界観」（吉川弘文館）
- 「異界の記憶」（三省堂）

### 編著
- 「神秘主義を学ぶ人のために」（世界思想社）

## 栄典
- 2010年4月 瑞宝中綬章受章[2]